# Карерне
Карерне (на украински: Кар'єрне) е селище от градски тип в Южна Украйна, Великоолександривски район на Херсонска област. Основано е през 1916 година. Населението му е около 492 души.